# 28 de julho
28 de julho é o 209.º dia do ano no calendário gregoriano (210.º em anos bissextos). Faltam 156 dias para acabar o ano.

## Eventos históricos

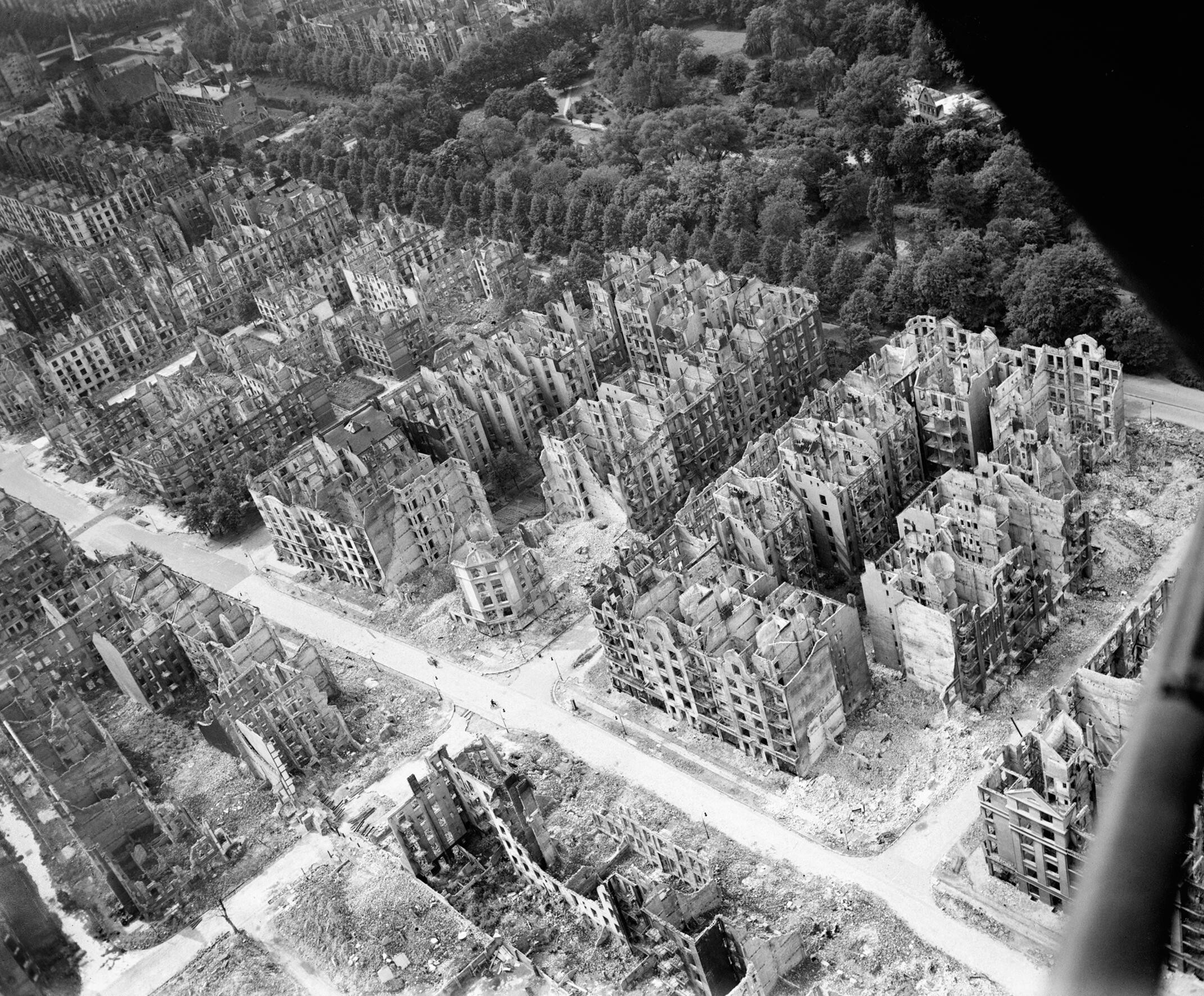
1943: Hamburgo após o bombardeio

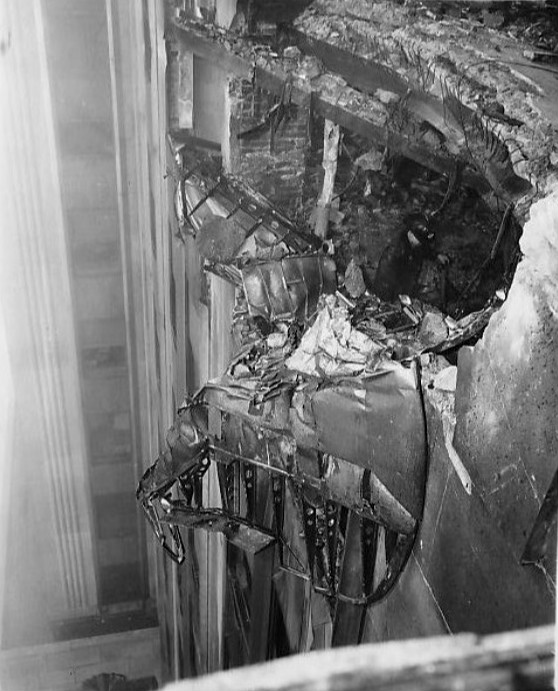
1945: Colisão aérea no Empire State Building

- 1364 — Tropas da República de Pisa e da República de Florença se enfrentam na Batalha de Cascina.[1]
- 1540 — Henrique VIII da Inglaterra se casa com sua quinta esposa, Catarina Howard, no mesmo dia em que seu ex-chanceler, Thomas Cromwell, é executado sob a acusação de traição.[2]
- 1571 — La Laguna encomienda, conhecida hoje como a província de Laguna nas Filipinas, é fundada pelos espanhóis como uma das mais antigas encomiendas (províncias) do país.
- 1635 — Na Guerra dos Oitenta Anos, os espanhóis capturam a estratégica fortaleza holandesa de Schenkenschans.
- 1656 — Segunda Guerra do Norte: começa a Batalha de Varsóvia.
- 1794 — Revolução Francesa: Maximilien Robespierre, Louis Antoine Léon de Saint-Just e a maior parte dos jacobinos são executados na guilhotina.
- 1808 — Mamude II tornou-se sultão do Império Otomano e califa do Islã.
- 1809 — Guerra Peninsular: Batalha de Talavera: o exército britânico, português e espanhol de Arthur Wellesley derrota uma força francesa liderada por José Bonaparte.
- 1821 — José de San Martín declara a independência do Peru da Espanha.
- 1823 — Guerra de Independência do Brasil: no Maranhão, a rendição dos portugueses é declarada.
- 1864 — Guerra Civil Americana: Batalha da Igreja de Ezra: as tropas confederadas fazem uma terceira tentativa malsucedida de expulsar as forças da União de Atlanta, Geórgia.
- 1883 — Um terremoto moderado de magnitude 4,3–5,2 atinge a ilha italiana de Ischia, matando mais de 2 300 pessoas.[3]
- 1911 — A Expedição Antártica Australasiática começou quando o SY Aurora partiu de Londres.[4]
- 1914 — Império Austro-Húngaro declara guerra ao Reino da Sérvia; Início da Primeira Guerra Mundial.
- 1915 — Os Estados Unidos começam uma ocupação de 19 anos do Haiti.
- 1919 — Toma posse no Brasil o presidente Epitácio Pessoa.
- 1924 — Término da Revolta Paulista de 1924.
- 1932 — O presidente dos Estados Unidos, Herbert Hoover, ordena que o Exército dos Estados Unidos expulse à força o Bônus Army de veteranos da Primeira Guerra Mundial reunidos em Washington, D.C.
- 1935 — Primeiro voo do Boeing B-17 Flying Fortress.
- 1942 — O líder soviético Josef Stalin lança a Ordem número 227 em resposta ao alarmante avanço alemão na União Soviética, determinando que todo aquele que recuasse ou deixasse sua posição sem uma ordem expressa deveria ser julgado em um tribunal militar, com penas que variam de prisão em um Gulag, ou execução.
- 1943 — Segunda Guerra Mundial: Operação Gomorra: a Força Aérea Real bombardeia Hamburgo, na Alemanha, causando uma tempestade de fogo que mata 42 mil civis alemães.
- 1945 — Um bombardeiro B-25 do Exército dos Estados Unidos colide com o 79.º andar do Empire State Building, matando 14 pessoas e ferindo 26.
- 1957 — Chuva forte e deslizamento de terra em Isahaya, oeste de Kyushu, Japão, mata 992.
- 1960 — Entra em vigor a Lei Volkswagen alemã.
- 1965 — Guerra do Vietnã: o presidente dos Estados Unidos, Lyndon B. Johnson, anuncia sua ordem para aumentar o número de tropas dos Estados Unidos no Vietnã do Sul de 75 000 para 125 000.
- 1974 — Spetsgruppa A, a força especial de elite da Rússia, foi formada.
- 1976 — O sismo de Tangshan, medindo entre 7,8 e 8,2 graus de magnitude de momento, atinge Tangshan na República Popular da China, matando 242 769 pessoas e ferindo outras 164 851.
- 1984 — Jogos Olímpicos: os Jogos Olímpicos de verão foram abertos em Los Angeles.
- 1996 — Descobertos os restos de um homem pré-histórico perto de Kennewick, Washington. Tais vestígios serão conhecidos como o Homem de Kennewick.
- 2000 — No Brasil, uma composição de trem da CPTM desce desgovernada e bate em outra estacionada em Perus, causando a morte de 8 pessoas e mais de 100 feridos.
- 2002 — O voo 9560 da Pulkovo Aviation Enterprise cai após a decolagem do Aeroporto Internacional Sheremetyevo em Moscou, Rússia, matando 14 das 16 pessoas a bordo.[5]
- 2005 — O IRA anuncia o fim da "luta armada" e a entrega de suas armas.
- 2010 — Voo Airblue 202 cai nas colinas de Margalla, ao norte de Islamabad, no Paquistão, matando todas as 152 pessoas a bordo. É o pior acidente de aviação na história do Paquistão e o primeiro envolvendo um Airbus A321.
- 2011 — Enquanto voava de Seul, Coreia do Sul para Xangai, China, o voo 991 da Asiana Airlines desenvolve um incêndio no porão de carga. O cargueiro Boeing 747-400F tenta desviar para o Aeroporto Internacional de Jeju, mas cai no mar, matando os dois tripulantes a bordo.[6]
- 2017 — O primeiro-ministro do Paquistão, Nawaz Sharif, foi barrado de se candidatar a qualquer cargo público pela Suprema Corte do Paquistão após considerá-lo culpado de acusações de corrupção.

## Nascimentos

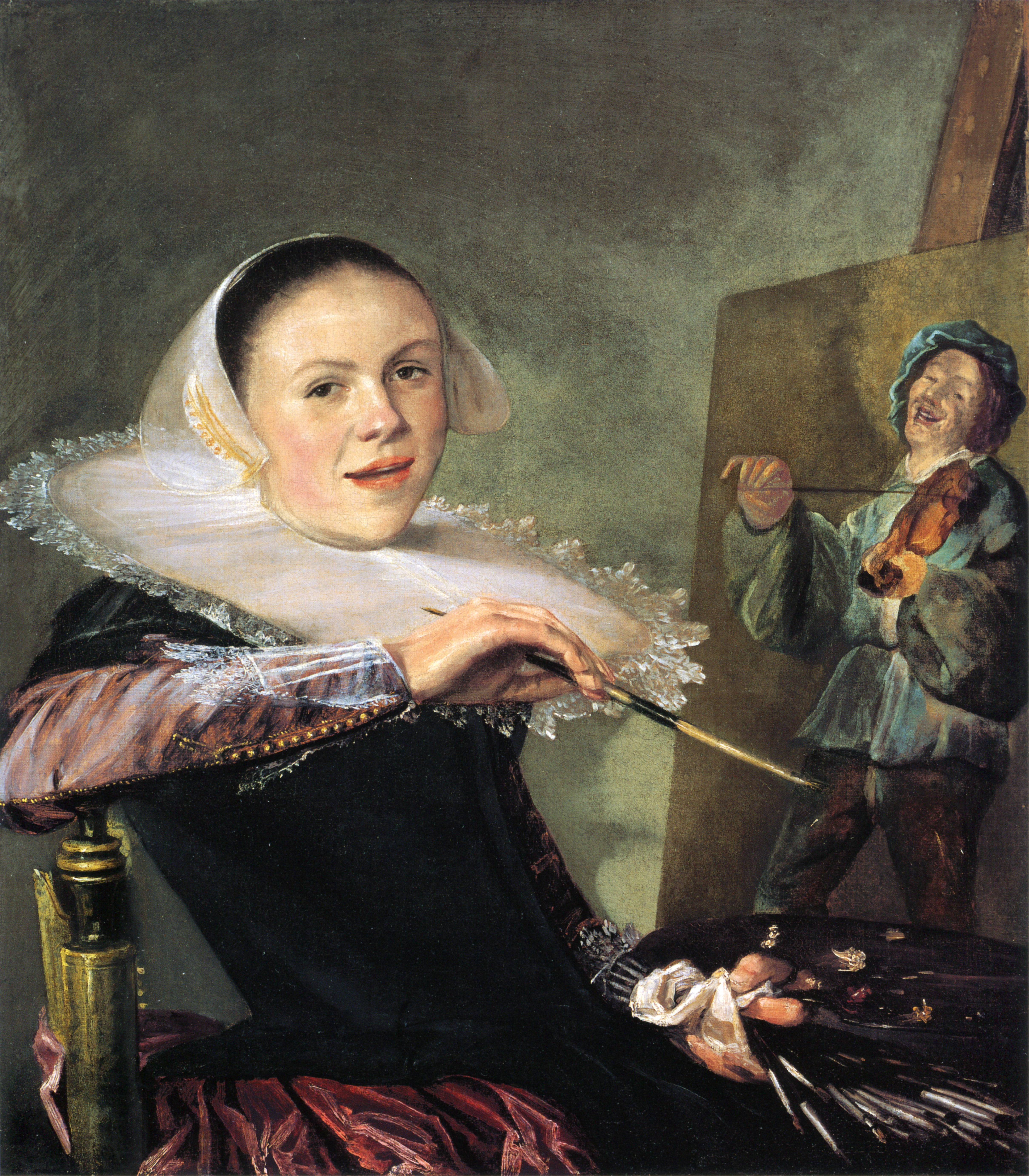
Judith Leyster

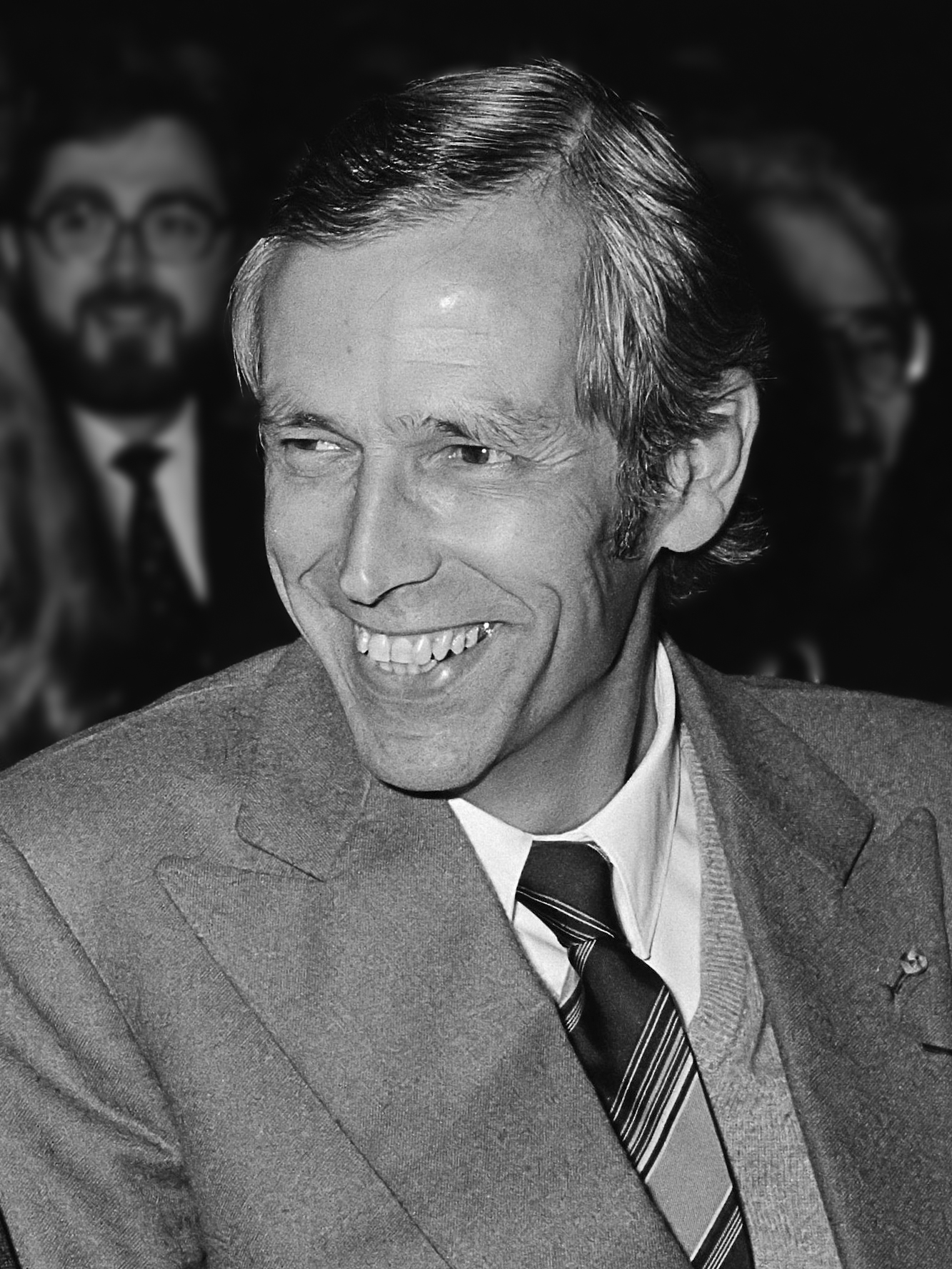
Jacques Piccard

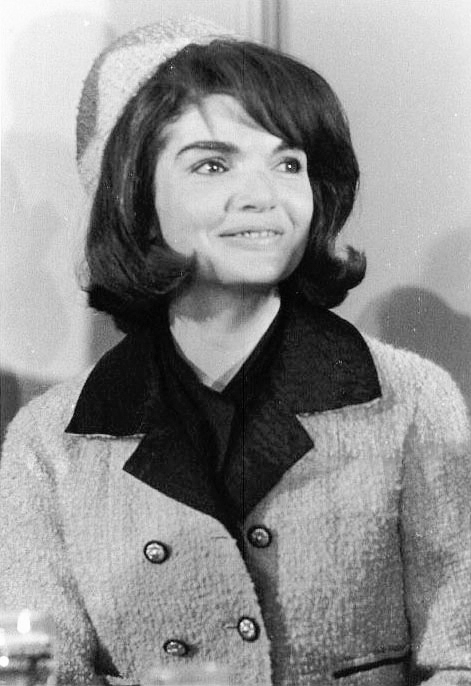
Jacqueline Kennedy Onassis

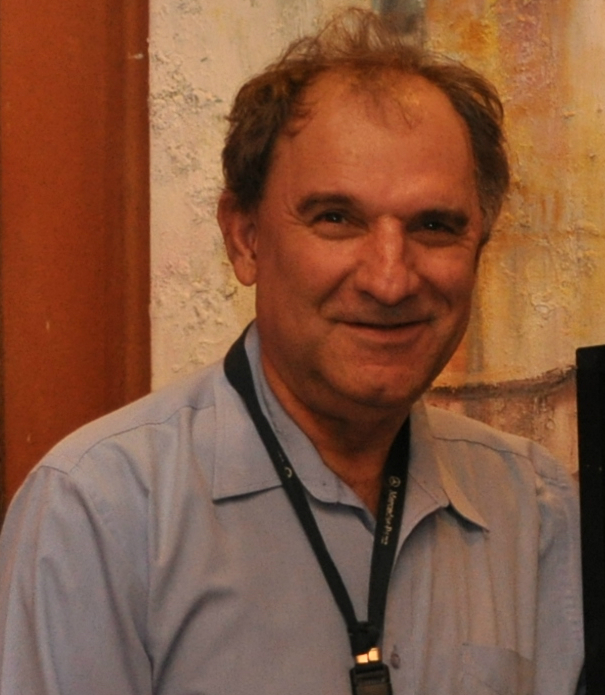
Osmar Santos

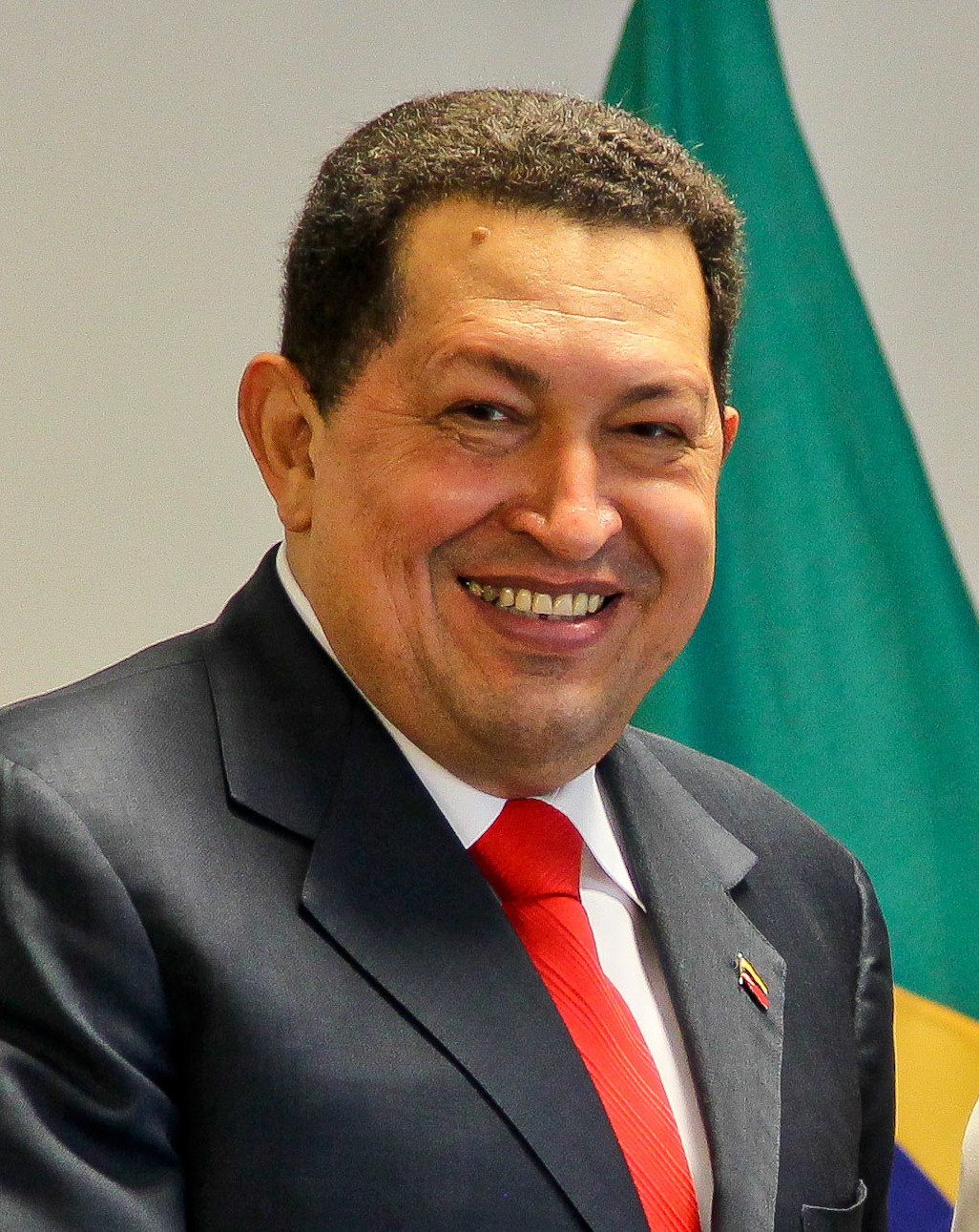
Hugo Chávez

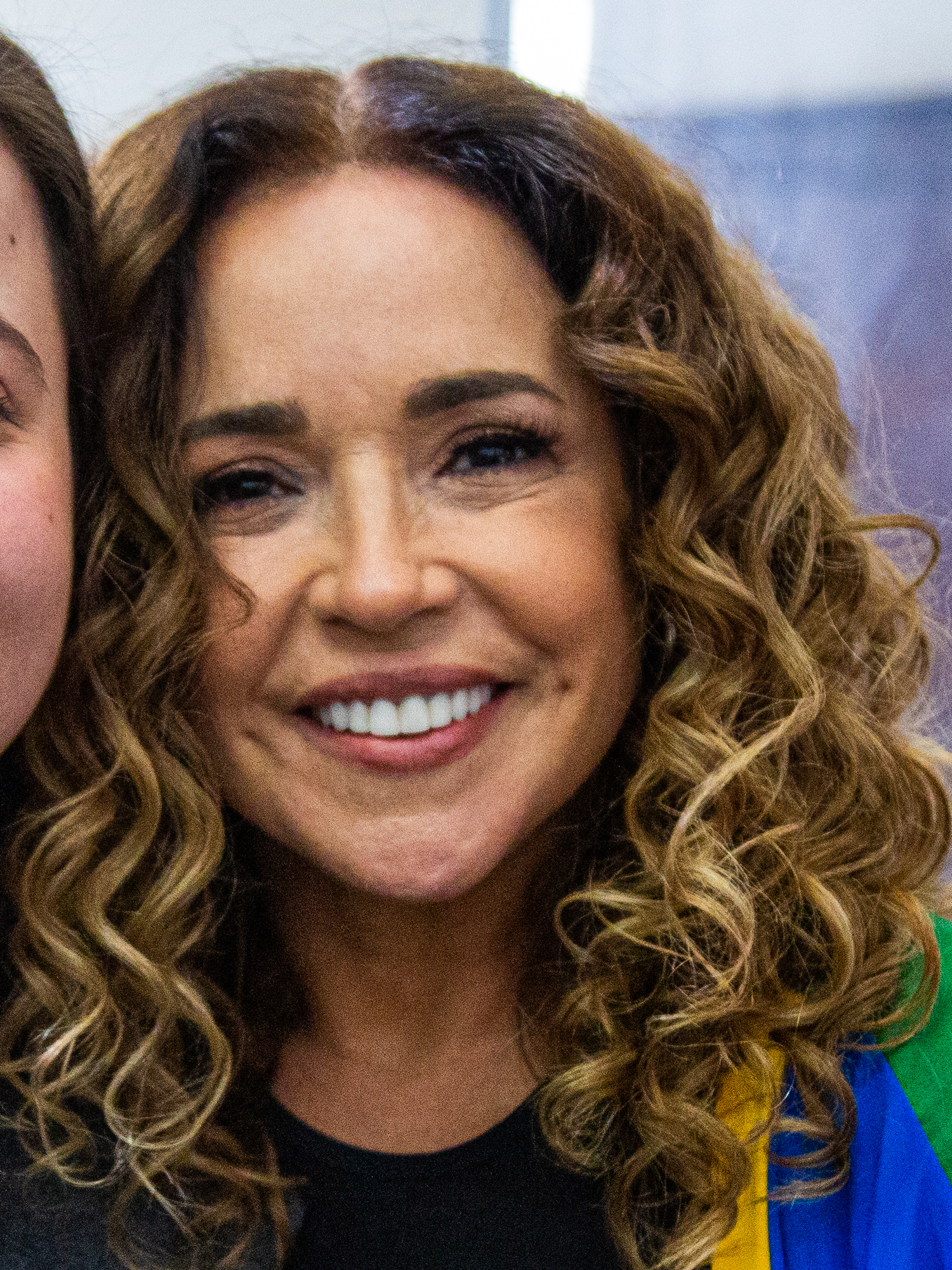
Daniela Mercury

### Anterior ao século XIX
- 1042 — Papa Urbano II (m. 1099).
- 1347 — Margarida de Durazzo, rainha de Nápoles (m. 1412).
- 1458 — Jacopo Sannazaro, poeta e humanista italiano (m. 1530).
- 1516 — Guilherme de Jülich-Cleves-Berg (m. 1592).
- 1609 — Judith Leyster, pintora neerlandesa (m. 1660).
- 1617 — Nicolás Antonio, bibliotecário espanhol (m. 1684).
- 1645 — Margarida Luísa de Orleães (m. 1721).
- 1659 — Charles Ancillon, diplomata e jurista francês (m. 1715).
- 1676 — Frederico II, Duque de Saxe-Gota-Altemburgo (m. 1732).
- 1760 — Claude Carra de Saint-Cyr, militar francês (m. 1834).
- 1777 — Guilherme II de Hesse-Cassel (m. 1847).

### Século XIX
- 1804 — Ludwig Feuerbach, filósofo alemão (m. 1872).
- 1840 — Edward Drinker Cope, paleontólogo e anatomista estadunidense (m. 1897).
- 1845 — Émile Boutroux, filósofo francês (m. 1921).
- 1850 — Teresa de Liechtenstein (m. 1938).
- 1851 — Manuel Querino, historiador brasileiro (m. 1923).
- 1852 — Ida de Eschaumburgo-Lipa (m. 1891).
- 1859 — Mary Anderson, atriz de teatro estadunidense (m. 1940).
- 1860 — Anastasia Mikhailovna da Rússia (m. 1922).
- 1866
  - Beatrix Potter, escritora e ilustradora britânica (m. 1943).
  - Albertson Van Zo Post, esgrimista estadunidense (m. 1938).
- 1868 — Harry Blackstaffe, remador britânico (m. 1951).
- 1872 — Albert Sarraut, político e diplomata francês (m. 1962).
- 1874 — Ernst Cassirer, filósofo alemão (m. 1945).
- 1878 — Rudolf Swiderski, enxadrista alemão (m. 1909).
- 1886 — Ruby Hoffman, atriz estadunidense (m. 1973).
- 1887
  - Marcel Duchamp, artista francês (m. 1968).
  - Tetsu Katayama, político japonês (m. 1978).
- 1891 — István Tóth, futebolista e treinador de futebol húngaro (m. 1945).
- 1892 — Philippe Cattiau, esgrimista francês (m. 1962).
- 1896 — Barbara La Marr, atriz, dançarina e roteirista estadunidense (m. 1926).
- 1898 — Edward Lawry Norton, engenheiro estadunidense (m. 1983).

### Século XX

#### 1901–1950
- 1901 — Rudy Vallée, ator e cantor estadunidense (m. 1986).
- 1902
  - Karl Popper, filósofo da ciência britânico (m. 1994).
  - Albert Namatjira, pintor australiano (m. 1959).
- 1903 — Silvina Ocampo, escritora e poetista argentina (m. 1994).
- 1904 — Pavel Cherenkov, físico russo (m. 1990).
- 1906 — Willy Jäggi, futebolista suíço (m. 1968).
- 1907 — Melitta Brunner, patinadora artística austríaca (m. 2003).
- 1908 — Blanche Mehaffey, atriz estadunidense (m. 1968).
- 1909 — Malcolm Lowry, escritor e poeta britânico (m. 1957).
- 1913 — Laird Cregar, ator norte-americano (m. 1944).
- 1915
  - Charles Hard Townes, físico estadunidense (m. 2015).
  - Dick Sprang, desenhista estadunidense (m. 2000).
- 1918 — Penaia Ganilau, político fijiano (m. 1993).
- 1921 — Ernesto Nogueira de Oliveira, futebolista português (m. 2016).
- 1922
  - Jacques Piccard, explorador e engenheiro suíço (m. 2008).
  - Alida van der Anker-Doedens, canoísta neerlandesa (m. 2014).
- 1924
  - Luigi Musso, automobilista italiano (m. 1958).
  - Benedicto Godoy, futebolista boliviano (m. ?).
- 1925 — Juan Alberto Schiaffino, futebolista uruguaio (m. 2002).
- 1927
  - Hans Bauer, futebolista alemão (m. 1997).
  - John Ashbery, poeta estadunidense (m. 2017).
- 1928 — Ray Aghayan, estilista e figurinista americano (m. 2011).
- 1929 — Jacqueline Kennedy Onassis, primeira-dama estadunidense (m. 1994).
- 1930
  - Horacio Gómez Bolaños, ator mexicano (m. 1999).
  - Doudou Coumba Rose, músico senegalês (m. 2015).
- 1931 — Darryl Hickman, ator estadunidense (m. 2024).
- 1932
  - Carlos Brilhante Ustra, militar brasileiro (m. 2015).
  - Huzihiro Araki, matemático japonês.
- 1933 — Maurice Moucheraud, ciclista francês (m. 2020).
- 1934 — Ron Flowers, futebolista britânico (m. 2021).
- 1935 — Massimo Natili, automobilista italiano (m. 2017).
- 1937 — Abrahão Farc, ator brasileiro (m. 2012).
- 1938
  - Alberto Fujimori, político peruano (m. 2024).
  - Luis Aragonés, futebolista e treinador de futebol espanhol (m. 2014).
  - Chuan Leekpai, político tailandês.
- 1940
  - Héctor Cincunegui, futebolista uruguaio (m. 2016).
  - Brigit Forsyth, atriz escocesa (m. 2023).
  - Creone, cantor brasileiro.
- 1941 — Peter Cullen, ator e dublador canadense.
- 1943
  - Richard Wright, músico britânico (m. 2008).
  - Mike Bloomfield, músico estadunidense (m. 1981).
- 1944
  - Franz Hasil, ex-futebolista e treinador de futebol austríaco.
  - Fidel Herráez Vegas, arcebispo espanhol.
- 1945
  - Jim Davis, cartunista estadunidense.
  - Sérgio Echigo, ex-futebolista, treinador de futebol e jornalista brasileiro.
- 1947
  - Sally Struthers, atriz e ativista estadunidense.
  - Ruud Geels, ex-futebolista neerlandês (m. 2023).
  - Barbara Ferrell, ex-velocista norte-americana.
  - Ana Arraes, jurista e ex-política brasileira.
  - Su Tseng-chang, político taiwanês.
- 1949
  - Jorge D'Alessandro, ex-futebolista e treinador de futebol argentino.
  - Osmar Santos, radialista brasileiro.
  - Maria de Belém Roseira, jurista e política portuguesa.
  - Simon Kirke, músico britânico.
- 1950
  - Soh Chin Aun, ex-futebolista malaio.
  - Tapley Seaton, político são-cristovense (m. 2023).

#### 1951–2000
- 1951
  - Santiago Calatrava, arquiteto e engenheiro espanhol.
  - Ísis de Oliveira, atriz brasileira.
  - Bernard Challandes, ex-futebolista e treinador de futebol suíço.
- 1952 — Maha Vajiralongkorn, rei tailandês.
- 1953
  - Guadalupe Larriva, política equatoriana (m. 2007).
  - Guilherme Arantes, cantor e compositor brasileiro.
- 1954
  - Steve Morse, guitarrista estadunidense.
  - Hugo Chávez, militar e político venezuelano (m. 2013).
  - Gerd Faltings, matemático alemão.
  - Slaviša Žungul, ex-futebolista croata.
- 1955 — Anneline Kriel, modelo e atriz sul-africana.
- 1956 — Romy Kermer, ex-patinadora artística alemã.
- 1958 — Terry Fox, atleta e ativista canadense (m. 1981).
- 1960
  - João Paulo, cantor brasileiro (m. 1997).
  - Luiz Fernando Carvalho, cineasta e diretor de televisão brasileiro.
  - Viktor Manakov, ciclista russo (m. 2019).
- 1961
  - Yannick Dalmas, ex-automobilista francês.
  - Alexandr Kurlovitch, halterofilista bielorrusso (m. 2018).
- 1963 — Beverley Craven, cantora britânica.
- 1964 — Lori Loughlin, atriz, modelo e produtora de televisão estadunidense.
- 1965
  - Daniela Mercury, cantora brasileira.
  - Pedro Troglio, ex-futebolista e treinador de futebol argentino.
- 1966
  - Grzegorz Filipowski, ex-patinador artístico polonês.
  - Marina Klimova, ex-patinadora artística russa.
  - Miguel Ángel Nadal, ex-futebolista espanhol.
  - Andy Legg, ex-futebolista e treinador de futebol britânico.
- 1967 — Attila Horváth, atleta húngaro (m. 2020).
- 1968
  - Rachel Blakely, atriz australiana.
  - Javier Delgado Prado, ex-futebolista e treinador de futebol costarriquenho.
- 1969
  - Alexis Arquette, atriz estadunidense (m. 2016).
  - Dana White, ex-pugilista e empresário estadunidense.
  - Nilze Carvalho, cantora, compositora e bandolinista brasileira.
- 1970
  - Isabelle Brasseur, ex-patinadora artística canadense.
  - Jean-Sélim Kanaan, diplomata egípcio (m. 2003).
- 1971 — Abu Bakr al-Baghdadi, terrorista iraquiano (m. 2019).
- 1972
  - Pedro Brício, ator brasileiro.
  - Elizabeth Berkley, atriz estadunidense.
  - Walter Bénéteau, ciclista francês (m. 2022).
- 1973 — Émerson Luiz Firmino, ex-futebolista brasileiro.
- 1974
  - Aléxis Tsípras, político grego.
  - Afroman, rapper estadunidense.
- 1975
  - Edgar Aguilera, ex-futebolista paraguaio.
  - Ana Brito e Cunha, atriz portuguesa.
  - Juan Micha, ex-futebolista e treinador de futebol guinéu-equatoriano.
- 1976
  - Jacoby Shaddix, cantor estadunidense.
  - Pregador Luo, rapper, compositor e produtor musical brasileiro.
  - Iker Flores, ex-ciclista espanhol.
- 1977 — Emanuel Ginóbili, ex-jogador de basquete argentino.
- 1978 — Márcio Careca, ex-futebolista brasileiro.
- 1979
  - Hugo Alcântara, ex-futebolista e treinador de futebol brasileiro.
  - Victor-Hugo Borges, diretor de animação brasileiro.
- 1981
  - Michael Carrick, ex-futebolista e treinador de futebol britânico.
  - Mário Sérgio, ex-futebolista português.
  - Bi Wenjing, ex-ginasta chinesa.
  - Billy Aaron Brown, ator estadunidense.
- 1982
  - Caín Velásquez, lutador estadunidense de artes marciais mistas.
  - Tom Pelphrey, ator estadunidense.
- 1983
  - Nenê, futebolista brasileiro.
  - Juan Guaidó, político e engenheiro venezuelano.
  - Vladimir Stojković, futebolista sérvio.
- 1984 — John David Washington, ator e ex-jogador de futebol americano estadunidense.
- 1985
  - Dustin Milligan, ator canadense.
  - Khaled Adénon, futebolista beninense.
  - Mathieu Debuchy, ex-futebolista francês.
- 1986
  - Nolan Gerard Funk, ator e cantor estadunidense.
  - Alexandra Chando, atriz estadunidense.
  - Dossa Júnior, futebolista cipriota-português.
  - Tiago Apolónia, mesa-tenista português.
- 1987
  - Pedro Rodríguez, futebolista espanhol.
  - Yevhen Khacheridi, futebolista ucraniano.
- 1988
  - Emanuel Biancucchi, ex-futebolista argentino.
  - Gunnar Nelson, lutador islandês de artes marciais mistas.
  - Gurbangeldi Batyrow, futebolista turcomeno.
- 1989
  - Albin Ekdal, futebolista sueco.
  - Felipe Kitadai, judoca brasileiro.
- 1990 — Soulja Boy, rapper estadunidense.
- 1992
  - Spencer Boldman, ator estadunidense.
  - Bailey Wright, futebolista australiano.
  - Viktor Klonaridis, futebolista grego.
  - Frederik Frison, ciclista belga.
- 1993
  - Cher Lloyd, cantora, compositora, modelo, rapper e atriz britânica.
  - Sammy Guevara, lutador profissional estadunidense.
  - Harry Kane, futebolista britânico.
- 1994 — Prachaya Ruangroj, ator e modelo tailandês.
- 1995 — Renato Tapia, futebolista peruano.
- 1996
  - Harriet Dart, tenista britânica.
  - Rasmus Tiller, ciclista norueguês.
- 1997 — Everton Felipe, ex-futebolista brasileiro.
- 1998
  - Sasha Meneghel, modelo e atriz brasileira.
  - Frank Ntilikina, jogador de basquete francês.
- 1999
  - Sacha Fenestraz, automobilista francês.
  - Maria Novolodskaya, ciclista russa.
- 2000 — Emile Smith Rowe, futebolista britânico.

### Século XXI
- 2004 — Ruby Barnhill, atriz britânica.

## Mortes

### Anterior ao século XIX
- 0450 — Teodósio II, imperador bizantino (n. 401).
- 0938 — Thankmar, nobre alemão (n. 908).
- 1057 — Papa Vítor II (n. 1018).
- 1128 — Guilherme Clito, conde de Flandres (n. 1102).
- 1230 — Leopoldo VI da Áustria (n. 1176).
- 1534 — John Alen, advogado canônico inglês (n. 1476).
- 1685 — Henry Bennet, estadista inglês (n. 1618).
- 1728 — Maria Henriqueta de La Tour de Auvérnia, marquesa de Bergen op Zoom (n. 1708).
- 1741 — Antonio Vivaldi, compositor italiano (n. 1678).
- 1750 — Johann Sebastian Bach, compositor alemão (n. 1685).
- 1794
  - Maximilien de Robespierre, político francês (n. 1758).
  - Louis Antoine Léon de Saint-Just, político francês (n. 1767).

### Século XIX
- 1808 — Selim III, sultão otomano (n. 1761).
- 1818 — Gaspard Monge, matemático francês (n. 1746).
- 1835 — Édouard Mortier, político e diplomata francês (n. 1768).
- 1842 — Clemens Brentano, poeta e romancista alemão (n. 1778).
- 1844 — José Bonaparte, diplomata francês (n. 1768).
- 1849 — Carlos Alberto da Sardenha (n. 1798).
- 1869 — Jan Evangelista Purkyně, médico tcheco (n. 1787).
- 1885 — Moses Montefiore, banqueiro e filantropo italiano (n. 1784).

### Século XX
- 1934 — Marie Dressler, atriz canadense (n. 1868).
- 1938
  - Virgulino Ferreira da Silva, cangaceiro brasileiro (n. 1898).
  - Maria Bonita, cangaceira brasileira (n. 1911).
- 1944 — Ralph Howard Fowler, físico e astrônomo britânico (n. 1889).
- 1982 — Vladimir Viktorovitch Smirnov, esgrimista soviético (n. 1954).
- 2000 — Abraham Pais, físico neerlandês (n. 1918).

### Século XXI
- 2003 — Noite Ilustrada, cantor e compositor brasileiro (n. 1928).
- 2004 — Francis Crick, cientista britânico (n. 1918).
- 2005 — Jair da Rosa Pinto, futebolista brasileiro (n. 1921).
- 2014 — James Shigeta, ator e cantor estadunidense (n. 1929).
- 2019 — Ruth de Souza, atriz brasileira (n. 1921)
- 2020
  - Renato Barros, cantor e guitarrista brasileiro (n. 1943)
  - Rodrigo Rodrigues, jornalista, músico e escritor brasileiro (n. 1975)

## Feriados e eventos cíclicos

### Brasil
- Dia Nacional do Agricultor
- Aniversário da cidade de São Caetano do Sul, São Paulo.
- Aniversário da cidade de Rodrigues Alves, Acre.
- Aniversário das cidades de Itabuna, Paulo Afonso, São Gonçalo dos Campos e Gandu, Bahia.
- Aniversário da cidade de São José da Laje, Alagoas.
- Aniversário da cidade de Atalaia, Paraná.
- Aniversário das cidades de Araguacema e Tocantinópolis, Tocantins.

### Internacional
- Dia mundial de combate à Hepatite.

### Peru
- Dia da Independência do Peru.

### Portugal
- Dia Nacional da Conservação da Natureza.

### Cristianismo
- Afonsa Muttathupadathu
- Botuído da Suécia
- Jaime Hilário
- Mário Félix
- Nazário e Celso
- Papa Inocêncio I
- Papa Vítor I
- Pedro Poveda Castroverde
- Sansão de Dol
- Stanley Rother

## Outros calendários
- No calendário romano era o 5.º dia (V) antes das calendas de agosto.
- No calendário litúrgico tem a letra dominical F para o dia da semana.
- No calendário gregoriano a epacta do dia é xxix.